# ウスカラシオツガイ
ウスカラシオツガイ （薄殻汐津貝）、学名 Petricola sp. はマルスダレガイ科（もしくはイワホリガイ科）に分類される二枚貝の1種。
1980年代以降に日本で見られるようになった原産地不明の外来種で、潮間帯のイガイ科やマガキなどの群集中に生息する。
種小名は未詳であるが、時に Petricola sp. cf. lithophaga と表記され、地中海や大西洋に分布する P. lithophaga との関連が示唆されたり、南米の P. olssoni に近い未記載種であると言われたりする。
属名の Petricola はラテン語で「岩に住む者（petra：岩＋ colo：住む）」の意で、属和名も同様。種和名は日本の在来種であるシオツガイに似て殻が薄いことから。最後に「ガイ」を付けずにウスカラシオツと呼ばれることもある。

## 分布
- 移入個体群：日本（東京湾、相模湾、伊勢湾、三河湾、大阪湾、姫路市、紀伊水道、博多湾）[1]。
- 原産地：不明。

## 形態
最大で殻長30mm、殻高15mm程度になるが、普通は殻長20mm程度。
前後に長い楕円形で、殻頂は前方1/3付近にあり、前方が短く、後方が長い。殻長5mm程度までは整った長楕円形だが、10mm前後からは成長とともに殻が不規則に歪むことが多く、輪郭はより丸くなったり、より細長くなったり、あるいは全体に波曲したりする。
殻は薄質軽量で、大人が力を入れれば指で押しつぶせる程度に弱い。殻表には全体に50本前後の放射条があるが、これらは前方で粗く強く後方では細く弱くなることが多い。後方（長く伸びる方）は内外面ともにしばしば褐色に彩色され、前半の白色部との中間域では黄褐色にぼやけた色彩になることが多い。
蝶番にある歯はやや小さく、左殻に3主歯、右殻に2主歯があり、前後の側歯はない。套線は深く湾入する。

## 生態
港湾周辺の潮間帯に見られ、岸壁やブイなどに形成されたイガイ科の外来種（ムラサキイガイ、コウロエンカワヒバリガイ、ミドリイガイなど）やマガキといった付着性貝類の群集内、あるいはホトトギスのマット状群集内などに自らの細い足糸で着生し、周囲の貝類やそれらの足糸などの間で生活する。また魚網などにも着生することもある。
通常はいくらか淡水の影響のある場所に見られるが、大雨で大量の雨水が生息域に流れ込んだ際、塩分濃度が低下して大量死した例も知られている。

## 移入歴
日本における最古の記録は1983年11月10日に和歌山市の和歌浦沖で採取されたものだとされている。その後1985年には貝塚市から阪南市にかけての大阪湾沿岸でも発見されて「シオツガイに似た未定種」として報告され、以降は大阪湾から和歌山県にかけての沿岸域で頻繁に見つかるようになった。1987年になると東京湾の京浜運河でも発見され、やがて同湾の広い範囲で普通に見られるようになり、2001年には相模湾の江ノ島でも見つかった。三河湾や伊勢湾などでも1997年に発見されて以降定着し、2008年には九州の博多湾の福岡市箱崎漁港でも見つかり、日本各地に分布が拡大しつつあると考えられている。
和歌浦での記録は、過去に採取された標本の検証によって2010年に最古記録を更新するかたちで報告されたもので、それまでは1985年の大阪湾の記録が最古のものとして扱われてきた。

## 分類
科
本種を含むイワホリガイ類は、伝統的に独立のイワホリガイ科として扱われてきたが、分子系統解析などからはマルスダレガイ科内に包含されるとされ、その結果マルスダレガイ科のイワホリガイ亜科として扱われる場合と、従来どおり独立のイワホリガイ科として扱われる場合があり、資料によって一定しない。
属
本種は一貫してイワホリガイ属 Petricolaに分類されているが、亜属まで細分する立場からは亜属 Rupellaria Fleuriau de Bellevue, 1802に分類され Petricola (Rupellaria) sp. と表記されることがある。ただし亜属の分類基準にはやや不明瞭なところがあり、この亜属を認めずイワホリガイ属の異名と見なす立場もある。
種
種小名は未詳であるため、学名は一般に Petricolla sp. （"イワホリガイ属の一種"の意）と表記されるが、日本ではときに Petricola sp. cf. lithophaga と表記されて地中海から大西洋にかけて分布する Petricola lithophaga (A. J. Retzius, 1788)に関連付けられることがある。ただし P. lithophaga は殻の大部分が白色でウスカラシオツガイのような褐色部が発達せず、普通は岩やカキ類の殻に穿孔してその中に嵌るように生活し、より深い場所まで生息するなど、形態・生態ともに一致しない点もある。また、ウスカラシオツガイは南米の太平洋岸に生息する Petricola olssoni F. R. Bernard, 1983 に近縁で、それに良く似た未記載種（名前が付けられていない種＝新種）であるとの見方をする研究者もいるが、この見解には本種が外来種であるとの記述が全くないことから、ウスカラシオツガイを日本の在来種であると誤認し、系統的には南米の olssoni に近いものの地理的に遠く隔たっているために別種とみなしている可能性もある。したがって最も似ているのは olssoni であるとの見解と、本種は日本においては外来種であるとする見解は、ウスカラシオツガイが南米原産の olssoni である可能性も示唆する。
関連種
- Petricola lithophaga (A. J. Retzius, 1788)

ウスカラシオツガイに関連付けられることがある種。殻長は30mmほど。殻は薄質で白色部が多く、周囲の環境によって変形しやすい。英名をBoring Petricola とも言い、しばしば硬い岩やカキの殻などにも穿孔する穿孔性の強い種で、その点では日本におけるウスカラシオツガイの生態とはやや異なる。黒海、地中海、アフリカ西岸などに分布し、潮間帯から100mまで生息する。
- Petricola olssoni F. R. Bernard, 1983

Huber (2010)がウスカラシオツガイに最も近いとする種。殻長は最大30mmほど、殻は薄質で殻表には50-60本の放射彫刻がある。ペルー北端のトゥンベス県 からチリ北部のアントファガスタにかけての南米太平洋岸に分布し、潮間帯から水深3mまでの石の下などに着生する。P. perviana Olsson, 1961は異名。
- Petricola californiensis Pilsbry & Lowe, 1932

Petricola olssoni に最も近縁とされる種。殻長40mm前後になりやや大型で、後方が伸長して殻型もより横長になる傾向がある。北米西岸のカリフォルニアからメキシコ北部に分布し、潮間帯から水深64mまでの様々な基質に着生する（Coan, 1997: 311-312）。
- ツオツガイ Petricola aequistriata G. B. Sowerby II, 1874

日本の在来種。殻長35mm前後。横長の長楕円形か丸味を帯びた長方形。灰白色で後方は特に内面が褐色に彩色されることが多い。殻表全面に細かい放射条があり、ウスカラシオツガイよりも殻は厚く頑丈。本州以南の非内湾域に分布し、潮間帯から浅海の泥岩などに穿孔してその中に棲む。

## 人との関係
これまでのところ大きな利害関係は知られていないが、汚損生物としての有害性や、在来種との間の生活空間や食物の資源争奪競争による生態系への悪影響、養殖マガキに大量に着生した場合に被害が生じる可能性などが指摘されている。